# Omphalotropis erosa
Omphalotropis erosa é uma espécie de gastrópode  da família Assimineidae.
É endémica de Guam.